# Paul Wanner
Paul Wanner (Dornbirn, 23 dicembre 2005) è un calciatore tedesco, centrocampista del Bayern Monaco e della nazionale Under-21 tedesca.
Nel 2022 è stato inserito nella lista "Next Generation", che racchiude i sessanta migliori talenti nati nel 2005 secondo il quotidiano inglese The Guardian.

## Biografia
Wanner è nato nella città austriaca di Dornbirn ed è cresciuto ad Amtzell, in Germania, pertanto, possiede sia la cittadinanza austriaca che quella tedesca. Sua madre è come lui originaria dell'Austria, mentre suo padre Klaus è un ingegnere meccanico tedesco ed ex calciatore che ha egualmente giocato come centrocampista.

## Carriera

### Club
Paul Wanner cominciò dalle giovanili dell'SV Amtzell, fino alla sezione E-Jugend, e da lì passò all'FV Ravensburg. A Ravensburg fu considerato un talento eccezionale fin dall'inizio, di fatti giocò principalmente con gruppi di età maggiori rispetto alla sua, ad esempio a 12 anni nell'Oberliga U-15. Fece anche parte della squadra di supporto del Friburgo, partner cooperativo dell'FV Ravensburg.
Wanner finì nel mirino degli scout di vari club della Bundesliga, e così si trasferì all'FC Bayern Campus, l'accademia del Bayern Monaco. Nella stagione 2020/21, Wanner era ancora al B-Juniors (U-16), la squadra più giovane del club, ma poi giocò due partite con l'U-17 e poi, a 15 anni, nella stagione 2021/2022 è passato all'A-Juniors (U-19). Divenne subito titolare sia nel campionato che nella coppa nazionale giovanile, fino alle semifinali, sia a livello internazionale, nella UEFA Youth League.
Durante la pausa internazionale del novembre 2021, si è allenato con l'allora allenatore Julian Nagelsmann: la sua prima volta con la squadra dei professionisti.
All'inizio di gennaio 2022, il numero di giocatori di essa è stato gravemente ridotto a causa di infezioni di COVID-19, infortuni ed espulsioni durante la Coppa d'Africa. Il giorno prima della 18' giornata di Bundesliga, Wanner e Arijon Ibrahimović, suo compagno all'U-19, hanno lasciato il ritiro della nazionale tedesca U-17 in Spagna per prendere parte all'allenamento finale della prima squadra a Monaco di Baviera. Il 7 gennaio 2022, all'età di 16 anni e 15 giorni, Wanner debuttò in Bundesliga nel finale nella sconfitta interna per 1-2 contro il Borussia Mönchengladbach, subentrando a Marc Roca. Ciò lo rese il giocatore più giovane del Bayern Monaco ad aver mai esordito nella massima serie tedesca, oltreché il secondo in generale, dietro solo a Youssoufa Moukoko (16 anni e 1 giorno).
Il primo febbraio 2022, Wanner ottenne il suo primo contratto da professionista, e durante il resto della stagione scese in campo per il Bayern 3 ulteriori volte, ancora in campionato, e altresì continuando stabilmente a giocare nell'U-19.
Il 23 aprile 2022, a 16 anni e 121 giorni, Wanner si fregiò del record di essere il giocatore più giovane ad aver vinto il campionato tedesco.
Il 12 ottobre 2022, all'età di 16 anni e 293 giorni, Wanner entrò dalla panchina nella gara in esterna contro il Viktoria Plzeň, vinta 2-4, risultando così anche il più giovane calciatore della storia del Bayern Monaco a giocare una partita di UEFA Champions League. Sempre nel corso della stagione 2022-2023 disputò anche l'ultima partita della fase a gironi contro l'Inter, vinta in casa per 2-0, guadagnò minuti in altri due incontri di Bundesliga e iniziò a giocare per il Bayern Monaco II, fino a ora in 5 occasioni, in ogni caso prendendo ancora parte anche ai match dell'U-19.

### Nazionale
Wanner può giocare per le nazionali tedesche e austriache. Già nel novembre 2019, tredicenne, fu convocato a un raduno della nazionale tedesca U-15, ma fece la sua prima apparizione per una selezione della DFB solo l'8 agosto 2021, quando esordì con la nazionale U-17, vincendo contro la Polonia U-17 per 10-1. Da lì in poi giocò anche altre tre amichevoli, vincendole tutte.
Nell'ottobre 2021 ha partecipato alla prima fase della qualificazione dagli Europei Under 17 del 2022 scontrandosi con San Marino, Romania e Russia. Tutte e tre le partite sono state vinte, e Wanner segnò due gol. Anche nella seconda fase della qualificazione, che si svolse a marzo 2022 in Scozia, fu un percorso netto. Wanner giocò interamente le tre partite e realizzò un gol contro la Repubblica Ceca.
Nelle successive finali, svoltesi in Israele a maggio e giugno 2022, segnò nuovamente un gol nella fase preliminare, ma perse 4-5 ai rigori nei quarti di finale contro la Francia.
Nel novembre 2022, Wanner venne convocato dalla nazionale maggiore austriaca da Ralf Rangnick, il quale non riuscì a qualificarsi per i Mondiali di Qatar 2022 e disputarono quindi delle partite amichevoli. Secondo l'ÖFB, Wanner dovrebbe avere l'opportunità di farsi un'idea dell'associazione e conoscere il team di allenatori e la squadra. Fu inoltre concordato che non sarebbe stato né convocato né schierato nelle suddette amichevoli contro Andorra e Italia.

## Statistiche

### Presenze e reti nei club
Statistiche aggiornate al 27 ottobre 2024.
| Stagione                | Squadra                 | Campionato              | Campionato | Campionato | Coppe nazionali | Coppe nazionali | Coppe nazionali | Coppe continentali | Coppe continentali | Coppe continentali | Altre coppe | Altre coppe | Altre coppe | Totale | Totale |
| Stagione                | Squadra                 | Comp                    | Pres       | Reti       | Comp            | Pres            | Reti            | Comp               | Pres               | Reti               | Comp        | Pres        | Reti        | Pres   | Reti   |
| ----------------------- | ----------------------- | ----------------------- | ---------- | ---------- | --------------- | --------------- | --------------- | ------------------ | ------------------ | ------------------ | ----------- | ----------- | ----------- | ------ | ------ |
| 2021-2022               | Bayern Monaco           | BL                      | 4          | 0          | -               | -               | -               | UCL                | 0                  | 0                  | -           | -           | -           | 4      | 0      |
| 2022-2023               | Bayern Monaco           | BL                      | 2          | 0          | CG              | 0               | 0               | UCL                | 2                  | 0                  | -           | -           | -           | 4      | 0      |
| Totale Bayern Monaco    | Totale Bayern Monaco    | Totale Bayern Monaco    | 6          | 0          |                 | 0               | 0               |                    | 2                  | 0                  |             | -           | -           | 8      | 0      |
| 2022-2023               | Bayern Monaco II        | RL                      | 5          | 0          | -               | -               | -               | -                  | -                  | -                  | -           | -           | -           | 5      | 0      |
| ago. 2023               | Bayern Monaco II        | RL                      | 3          | 1          | -               | -               | -               | -                  | -                  | -                  | -           | -           | -           | 3      | 1      |
| Totale Bayern Monaco II | Totale Bayern Monaco II | Totale Bayern Monaco II | 8          | 1          |                 | -               | -               |                    | -                  | -                  |             | -           | -           | 8      | 1      |
| set. 2023-2024          | Elversberg              | 2L                      | 28         | 6          | CG              | -               | -               | -                  | -                  | -                  | -           | -           | -           | 28     | 6      |
| 2024-2025               | Heidenheim              | BL                      | 9          | 3          | CG              | 1               | 1               | UECL               | 2                  | 2                  | -           | -           | -           | 12     | 6      |
| Totale carriera         | Totale carriera         | Totale carriera         | 51         | 10         |                 | 1               | 1               |                    | 4                  | 2                  |             | -           | -           | 56     | 13     |

## Palmarès

### Club

#### Competizioni nazionali
- Campionato tedesco: 2

Bayern Monaco: 2021-2022, 2022-2023
- Supercoppa di Germania: 1

Bayern Monaco: 2025